# Tavistock Institute
O Tavistock Institute of Human Relations (ou Instituto Tavistock de Relações Humanas, literalmente) é uma instituição britânica, sem fins lucrativos que aplica a ciência social a questões e problemas contemporâneos. Foi criado em 1946, quando se desenvolveu a partir Tavistock Clinic (Clínica Tavistock) e foi formalmente estabelecido como uma entidade separada em setembro de 1947. A revista Human Relations é publicada em nome do Instituto Tavistock pela Sage Publications. O Instituto está localizado na rua Tabernacle Street, em Islington, Londres. 

## História
O instituto foi fundado em 1946, tendo a história inicial do Instituto Tavistock coincidindo com a da Clínica Tavistock porque muitos dos funcionários da Clínica trabalharam em novos projetos de larga escala durante a Segunda Guerra Mundial, e foi como resultado desse trabalho que o Instituto foi criado. 
Durante a guerra, a equipe da Clínica Tavistock desempenhou papéis fundamentais na psiquiatria do exército britânico. Trabalhando com colegas do Corpo Médico do Exército Real e do Exército Britânico, eles foram responsáveis por inovações como o War Office Selection Boards (WOSBs) e Unidades de Reassentamento Civil (CRUs), e também trabalharam na guerra psicológica.    O grupo que se formou em torno dos WOSBs e CRUs ficou fascinado por este trabalho com grupos e organizações. Procuraram continuar a pesquisa neste campo no período pós guerra. Várias figuras influentes visitaram os WOSBs durante a guerra, então havia escopo para o trabalho de consultoria. Contudo, a equipe da Clínica também planejava se tornar parte do Serviço Nacional de Saúde (NHS) quando ela foi estabelecida. Entretanto, a equipe fora advertida de que tal consultoria e pesquisa não seria possível sob os auspícios do Serviço Nacional de Saúde. Por causa disso, o Instituto Tavistock de Relações Humanas foi criado em 1947 para realizar pesquisas organizacionais enquanto a Clínica foi incorporada ao NHS.  A Fundação Rockefeller concedeu uma doação significativa que facilitou a criação do Instituto .
Nos primeiros anos do Instituto, a renda era derivada de bolsas de pesquisa, trabalho contratado e taxas para cursos. Durante as décadas de 1950 e 1960, o Instituto realizou vários projetos de assinatura em colaboração com grandes empresas de manufatura, incluindo Unilever, Ahmedabad Manufacturing e Calico Printing Co., Shell, Bayer e Glacier Metals. Eles também realizaram trabalhos para o National Coal Board. Particularmente o enfoque incluiu temas ligado à gestão, mulheres no local de trabalho e a adoção (ou rejeição) de novas tecnologias. Também projetos sobre a interação entre pessoas e tecnologia mais tarde ficaram conhecidos como a abordagem sociotécnica.
Nos anos 1960 e 1970, o Instituto tinha um foco notável em organizações de saúde pública, como hospitais. Os estudos examinaram uma série de aspectos dos cuidados de saúde, desde a gestão de enfermaria e de centros cirúrgicos até à organização do pessoal de limpeza.
Mais recentemente, o Iastituto conduziu trabalhos para a Comissão Europeia e órgãos governamentais britânicos.
A história do Instituto foi marcada por um grupo de personalidades importantes da Tavistock Clinic, como Elliott Jaques, Henry Dicks, Leonard Browne, Ronald Hargreaves, John Rawlings Rees, Mary Luff e Wilfred Bion, tendo Tommy Wilson como primeiro presidente e dirigente. Outros nomes importantes que vieram a se juntar ao grupo são John D. Sutherland, John Bowlby, Eric Trist e Fred Emery. Além destes, Kurt Lewin, membro da Escola de Frankfurt nos Estados Unidos, foi uma influência importante nos trabalhos realizado em Tavistock através de suas pesquisas em psicologia social (de acordo com Eric Trist, que expressou admiração por Lewin em sua autobiografia).
Muitos destes membros fundadores do Tavistock Institute inseriram-se em outros espaços de grande influência. O brigadeiro John Rawlings Rees, por exemplo, tornou-se o primeiro presidente da World Federation for Mental Health, (literalmente, "Federação Mundial de Saúde Mental").
Jock Sutherland tornou-se diretor no pós-guerra da Tavistock Clinic quando esta foi incorporada ao então recente Serviço Nacional de Saúde (National Health Service) britânico em 1946. Ronald Hargreaves tornou-se diretor da Organização Mundial de Saúde. Tommy Wilson tornou-se presidente do Tavistock Institute. 

## Importância para a teoria psicanalítica
Muitos psicólogos e psicanalistas conhecidos passaram pelo Tavistock Istitute ao longo dos anos, tornando-o conhecido como "ponto focal" na Inglaterra para a psicanálise e para as teorias psicodinâmicas de Sigmund Freud e seus seguidores. Outros indivíduos associados ao Instituto são Melanie Klein, Carl Gustav Jung, J. A. Hadfield, Beckett, Charles Rycroft, Wilfred Bion, e R. D. Laing.

## Atividades atuais
De acordo com seu site na internet, o Instituto dedica-se à educação, à pesquisa e a trabalhos de consultoria em ciências sociais e psicologia aplicada. O Instituto possui sua própria gráfica e editora, editando a revista de ciências sociais internacional Human Relations, além da revista Evaluation.
Oferece também cursos de pós-graduação.